# Roots rock
Roots rock (ang. korzenie rocka) – styl w muzyce rockowej, który powraca swym brzmieniem do początków gatunku w muzyce folkowej, bluesowej oraz country. Styl jest szczególnie związany z powstaniem synkretycznych podgatunków z końca lat 60., włączając country rock i southern rock, które były odpowiedzią na dostrzegany rozwój dominującego rocka psychodelicznego i progresywnego. W latach 80. styl rocka korzeni odrodził się, w odpowiedzi na popularny wówczas punk rock, muzykę new wave oraz heavy metal.